# Beyooooonds

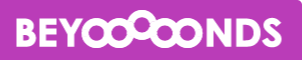

Le Beyooooonds (ビヨーンズ, Biyoonzu) è un gruppo musicale femminile J-pop giapponese formatosi nel 2018 e appartenente al progetto Hello! Project.

## Storia

### 2018: Formazione
Il 19 ottobre 2018 il gruppo è ufficialmente formato. Il gruppo è composto da tre unità: Chica#Tetsu, formata da Rika Shikamura, Shiori Nishida, Saya Eguchi e Reina Ichioka, Ame no Mori Kawa Umi, formata da Yuhane Yamazaki, Kurumi Takase, Kokoro Maeda e Minami Okamura, e, SeasoningS formata da Miyo Hirai, Moeka Kobayashi ed Utano Satoyoshi.

### 2019-2020: Debutto e primo album
Dal 18 al 29 aprile 2019, l'ensemble interpreta il loro primo spettacolo teatrale, Alice nel paese delle meraviglie, al teatro Zenrosai Hall/Space Zero di Tokio, mentre, il 17 agosto esce il loro singolo di debutto Megane no Otoko no Ko / Nippon no D・N・A! / Go Waist che si classifica al numero uno della classifica musicale Oricon ed è certificato oro dalla RIAJ.
Dal 14 al 24 novembre 2019, presso il teatro Kokumin Kyosai Coop Hall il gruppo, insieme a Magnolia Factory anch'esso appartenente al Hello! Project, recita nel loro secondo spettacolo teatrale intitolato "Reborn, 13 souls are gods, i dream of a dream", mentre, il 27 novembre le Beyooooonds pubblica il loro primo album in studio, BEYOOOOOND₁St.
A dicembre del 2019 il gruppo intraprende un primo mini tour di tre date, LIVE BEYOOOOOND₁St, mentre, il 30 dicembre si esibiscono al 61º Shining! Japan Records e vincono il premio come miglior esordiente.
Il 27 febbraio 2020, l'ensemble vince il premio come miglior artista esordiente al Japan Gold Disc Award. E' annunciato il primo tour nazionale del gruppo da 24 date, ma viene cancellato a causa della pandemia.
Ad ottobre le Beyooooonds interpreta il loro terzo spettacolo teatrale "Arabyon's Nights".

### 2021-2022: tour e second album
Il 3 marzo 2021 esce il secondo singolo del gruppo Gekikara Love / Now Now Ningen / Konna Hazu ja Nakatta! anch'esso si classifica primo nella classifica Oricon, mentre, in aprile viene messo in scena lo spettacolo teatrale "Biyo of the sleeping forest".
Il 2 marzo 2022 il gruppo distribuisce il terzo singolo Eiyū – Waratte! Chopin Senpai / Hamukatsu Mokushiroku.
Da marzo a novembre 2022 parte un lungo tour nazionale diviso in tre tranche: la prima intitolata BEYOOOOOND1St CONCERT TOUR St konsāto tsuā ~ donto koi! BE HAPPY!～ da 15 date iniziate a marzo, la seconda, BEYOOOOOND1St CONCERT TOUR  St konsāto tsuā 〜 mō itcho donto koi! BE HAPPY!〜, da 5 date partita a luglio e l'ultima iniziata a settembre dal nome di BEYOOOOO2NDS CONCERT TOUR ～Ten takaku, biyo ran yuru aki～ formata da 12 concerti.
Il 28 settembre 2022 le Beyooooonds pubblicano il loro secondo album in studio, Beyooooo2nds, mentre, a novembre inizia il loro quarto spettacolo teatrale.

### 2023-presente
Da marzo del 2023 parte un tour di 12 concerti, BEYOOOOONDS CONCERT TOUR NEO BEYO, mentre il 12 aprile esce il quarto singolo del gruppo, Motomeyo...Unmei no Tabibitozan / Yume Sae Egakenai Yozora ni wa.
Il 2 maggio le Beyoooonds si esibiscono in un concerto, intitolato BEYOOOOOPHONIC, accompagnate dall'orchestra Pacific Philharmonia Pops Tokyo condotta dal maestro Fujiwara Ikuro.
A novembre l'ensemble recita nel loro quinto spettacolo teatrale.
Il 1º marzo 2024, Reina Ichioka lascia il gruppo a causa di problemi di salute dopo una lunga assenza. Il 24 maggio le Beyooooonds pubblicano il loro quinto singolo, Hai to Diamond / Go City Go / Hooke no Hōsoku.
Il 27 giugno 2024 anche Yuhane Yamazaki lascia il gruppo. Il 29 gennaio 2025, esce il sesto singolo dell'ensemble, Do-Did-Done/Aa Kimi ni Tensei.
Il 9 giugno 2025 anche Rika Shimakura lascia il gruppo.

## Formazione
- Kurumi Takase
- Miyo Hirai
- Honoka Kobayashi
- Utano Satoyoshi
- Kokoro Maeda
- Shiori Nishida
- Saya Eguchi
- Minami Okamura
- Momohime Kiyono

### Ex-membri
- Reina Ichioka
- Yuhane Yamazaki
- Rika Shimakura

## Discografia

### Album in studio
- 2019 – Beyooooond1st
- 2022 - Beyooooo2nds

### Singoli
- 2019 - Megane no Otoko no Ko / Nippon no D・N・A! / Go Waist
- 2021 - Gekikara Love / Now Now Ningen / Konna Hazu ja Nakatta!
- 2022 - Eiyū – Waratte! Chopin Senpai / Hamukatsu Mokushiroku
- 2023 - Motomeyo...Unmei no Tabibitozan / Yume Sae Egakenai Yozora ni wa
- 2024 - Hai to Diamond / Go City Go / Hooke no Hōsoku

## Filmografia

### Televisione
- The Girls Live - varietà musicale (2018-2019)[35]
- AI・DOL Project - varietà musicale (2019-2020)[36]
- Harodori- Varietà (2020-presente)[37]
- Mayonaka ni harō! - varietà (2022)[38]
- RAGAZZE!～Shōjo-tachi yo! - varietà musicale (2020)[39]
- ～Oshiete! BEYOOOOOONDS Senpai～shinkyoku mo Bodukan yoshu mo kanpeki mokushiroku - documentario (2022)[40]

### Radio
- Kanazawa Tomoko no Vivid Midnight (2019-2021)[41]
- Madamada kayobi yo ntsu! BEYOOOOONDS QUEST! (2019-2022)[42]
- BEYOOOOONDS no biyo 〜〜〜〜〜 n tto tobikoe naito! (2020-2022)[42]

## Riconoscimenti
- Shining! Japan Records
  - 2019 - Premio miglior artista esordiente[12]
- Japan Gold Disc Award
  - 2020 - Premio Migliori 3 nuovi artisti[13]